# Gwiazda Betlejemska

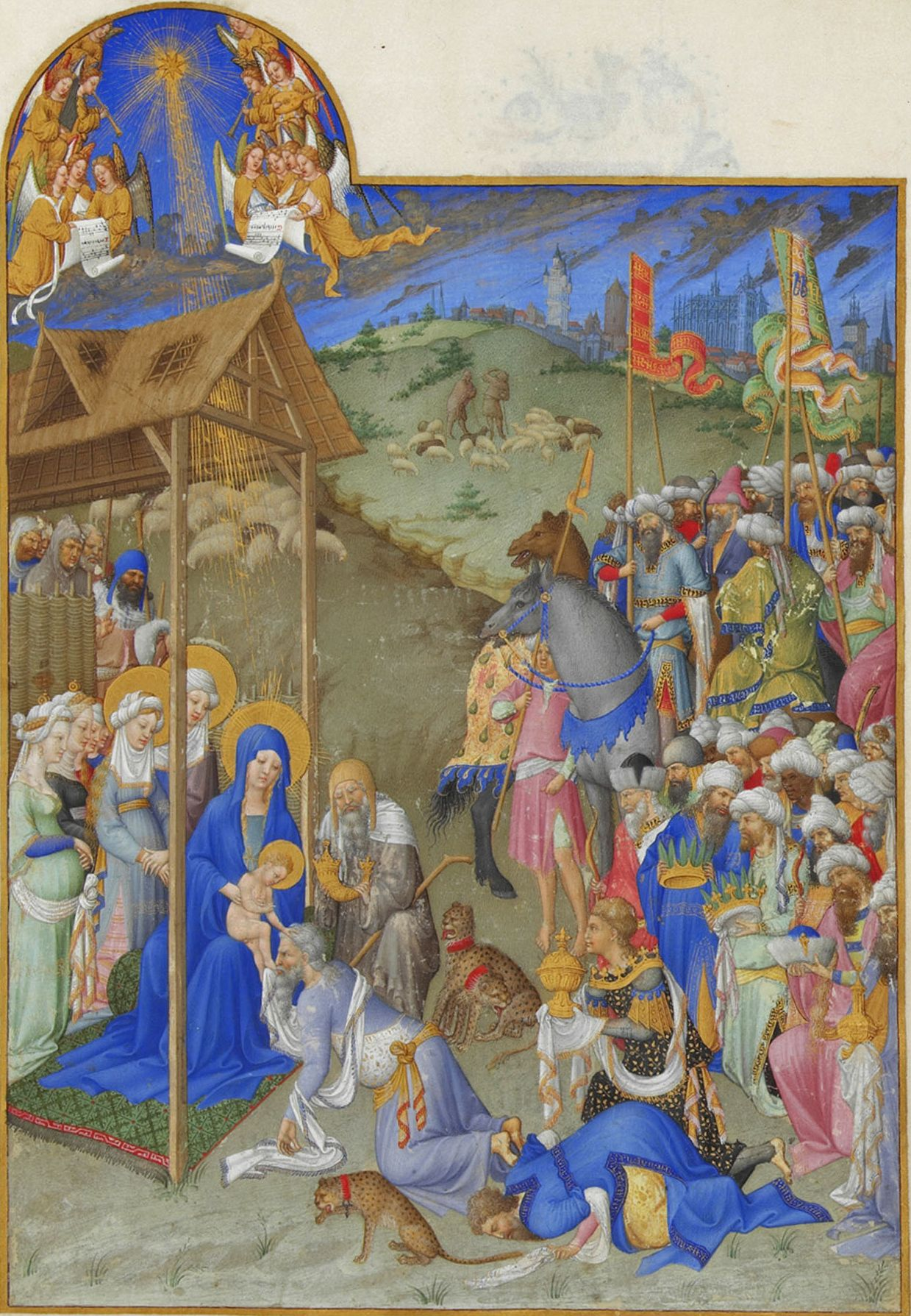
Adoracja Trzech Królów, iluminacja z manuskryptu średniowiecznego Bardzo bogate godzinki księcia de Berry

Widok nieba nad Jerozolimą w kierunku południowym 12 listopada 7 p.n.e., godz. 18.00-21.30 czasu lokalnego

Gwiazda Betlejemska – nazwa zjawiska na niebie, które według biblijnej Ewangelii Mateusza doprowadziło Mędrców ze Wschodu do miejsca narodzin Jezusa Chrystusa w Betlejem. Jego interpretacje są różne, przypuszcza się, że mógł to być jasny obiekt lub zjawisko astronomiczne.

## Przypuszczenia co do tożsamości obiektu
Brytyjski astronom Mark Kidger uważa, że w czasie, gdy miał się narodzić Chrystus, ówcześni astrologowie zetknęli się z dużym zagęszczeniem niezwykłych zjawisk na niebie. W krótkim czasie widzieli cztery niecodzienne zjawiska. Pierwszym z nich była trzykrotna koniunkcja Jowisza i Saturna w gwiazdozbiorze Ryb w 7 roku p.n.e. (29 maja, 1 października i 5 grudnia), którą zaobserwowali starożytni astrologowie z Sippar i którą odkrył na początku XVII wieku Johannes Kepler. Drugim wydarzeniem okazała się potrójna koniunkcja Jowisza, Saturna i Marsa w konstelacji Ryb w 6 roku p.n.e. Była co prawda niewidoczna z Ziemi, ale niezwykle czytelna dla astrologów. Trzeci fenomen to niezwykły układ ciał niebieskich, do jakiego doszło 20 lutego 5 roku p.n.e. Z jednej strony Księżyc i Jowisz, a z drugiej Mars i Saturn utworzyły dwie pary. Czwartym zjawiskiem był wybuch supernowej. Kroniki chińskie i koreańskie wspominają, że takie zjawisko było widoczne przez 76 dni (od marca do końca maja 5 roku p.n.e.). O podobnym zjawisku można przeczytać w apokryficznej „Protoewangelii Jakuba”, opisującej okoliczności narodzin Chrystusa.
Według Johannesa Keplera „gwiazdą betlejemską” była wielokrotna koniunkcja trzech planet – Saturna, Jowisza i Marsa – podczas jednego tylko roku (6 p.n.e.). Koniunkcje ww. planet zdarzają się co około 800 lat i Kepler obserwował taką po roku 1600. Zjawisko to było potem w podobnym kontekście wielokrotnie rozważane, także przez współczesnych.
Według brytyjskiego profesora Colina Humphreysa z Cambridge „Gwiazda betlejemska” to widoczna w roku 5 p.n.e. kometa. Według chronologii wydarzeń Nowego Testamentu, którą zaproponował Kenneth Frank Doig, „gwiazdy betlejemskie” były dwie – pierwsza to nova widoczna na Wschodzie wiosną roku 5 p.n.e., zaś druga to supernowa widzialna nad Palestyną 24 kwietnia 4 p.n.e.

### Relacja ewangeliczna
Z Ewangelii Mateusza dowiadujemy się, że:

Gdy zaś Jezus narodził się w Betlejem w Judei za panowania króla Heroda, oto Mędrcy ze Wschodu przybyli do Jerozolimy i pytali: «Gdzie jest nowo narodzony król żydowski? Ujrzeliśmy bowiem jego gwiazdę na Wschodzie i przybyliśmy oddać mu pokłon».

Opis ten uzupełnia relacja z Betlejem:

A oto gwiazda, którą widzieli na Wschodzie, szła przed nimi, aż przyszła i zatrzymała się nad miejscem, gdzie było Dziecię. Gdy ujrzeli gwiazdę, bardzo się uradowali.

Ponowna widoczność zjawiska w Betlejem miałaby potwierdzać według badaczy zagadnienia wersję z koniunkcją planet, które mogły być widoczne przez cały, nie wiadomo jak wiele miesięcy trwający, okres ich wędrówki. Z cytowanego fragmentu nie wynika jednak, by była to grupa gwiazd, które np. chaldejscy magowie byliby w stanie zidentyfikować, ani że zjawisko było widoczne wówczas stale. Zostało dostrzeżone ponownie po dotarciu na znane im z treści proroctwa miejsce narodzin królewskiego potomka.
Mógłby to być Merkury, który osiąga jasność około -1,2 magnitudo, ale ze względu na pobliże Słońca nie zawsze można tę planetę zauważyć. Planeta mogłaby zostać dostrzeżona wieczorem w pobliżu jakiegoś domu w Betlejem, ale nie ma jakichkolwiek opracowań, które rozważałyby taką wersję wydarzeń.
Jedynym zjawiskiem astronomicznym, które z powodu zauważalnego ruchu na sferze niebieskiej mogłoby w jednoznaczny sposób chwilowo wskazywać jakikolwiek punkt na powierzchni Ziemi, jest meteor lub jasny bolid, do którego spalająca się bryłka materii jest najbardziej podobna. Przemawia za tym fakt, że Gwiazdę Betlejemską przedstawia się tradycyjnie jako kometę. Gwiazda „nie szłaby” zatem przed mędrcami cały czas, a przemknęła, wskazując poszukiwane miejsce. Zachodzące planety, supernowa czy kometa, która jeszcze kilkadziesiąt lat temu była utożsamiana z Gwiazdą Betlejemską i mogła zmieniać chronologię biblijną, nie mogły zostać wykorzystane w tym celu. Wawrzyniec Susliga, przypuszczając pewnie, że gwiazda betlejemska była zjawiskiem nietypowym, napisał na początku XVII wieku rozprawę o supernowej z roku 4 przed naszą erą, z której powodu przesuwał właśnie datę narodzenia Jezusa o kilka lat wstecz.
Mimo dość dużej prędkości dobowego ruchu Jowisza na sferze niebieskiej, sięgającej kilku minut łuku, nie wiadomo nic o tym, by wędrowcy wykonywali stosowne pomiary w trakcie swego marszu ani czy chociaż dysponowali wówczas niezbędnym do tego celu instrumentem. Nieznany jest chyba również astrologiczny aspekt wstrzymania ruchu planety zewnętrznej dla celu ich poszukiwań, co byliby w stanie stwierdzić, ale nie pomogłoby im to w identyfikacji jednego spośród wielu domostw znajdujących się w Betlejem.
Można się zastanawiać, czy mędrcy, o których wzmiankuje Ewangelia, mogli mieć pogląd o cechach królewskiego potomka wyniesiony z królestwa lub królestw, skąd przybyli, albo potrafili odnaleźć niemowlę po własnych skojarzeniach, jakie mogło wzbudzić w nich jego pobliże. W tym kontekście światło Gwiazdy Betlejemskiej byłoby przenośnią oświecenia umysłu szukających Jezusa, czego przykładem jest, w czym zresztą w widoczny sposób pomagają aniołowie. W symbolice chrześcijańskiej pojęcie gwiazdy bywa używane jako synonim szlachetnie urodzonej osoby, być może z powodu dwuznacznego szyku zdań w cytowanym fragmencie ewangelii – gwiazdę dostrzeżono po tym, jak była cały czas widoczna. Jednak nieznane są inne relacje Mateusza Ewangelisty ani pozostałych apostołów, na podstawie których można by dokonać jakichkolwiek ustaleń w tej kwestii.

### Inne interpretacje
Istnieją również inne interpretacje „Gwiazdy Betlejemskiej”. Kościół Adwentystów Dnia Siódmego na podstawie pism Ellen G. White uważa, iż „gwiazdą” był „świetlisty zastęp aniołów” posłanych przez Boga, którzy mieli wskazywać drogę mędrcom.
Świadkowie Jehowy uważają natomiast, że „gwiazda” lub obiekt, który ją przypominał, nie pochodziła od Boga. Nie zaprowadziła astrologów prosto do Betlejem, tylko najpierw do Heroda, co w konsekwencji doprowadziło do rzezi niewiniątek i gdyby nie interwencja Boga, ich działania doprowadziłyby do śmierci Jezusa. Dlatego uważają, że „gwiazda” pochodziła od Szatana Diabła.
Niektórzy nieortodoksyjni teologowie (np. Uta Ranke-Heinemann) podważają istnienie takiego obiektu zarówno z pozycji historycznych, jak i teologicznych.
Negują oni rolę gwiazdy jako przewodnika dla mędrców. Nie byłaby wtedy potrzebna wizyta u Heroda, której następstwem okazała się rzeź niewiniątek. Nie można wyjaśnić w ten sposób „przerwy” w świeceniu gwiazdy w okolicach Jerozolimy. Nie zgadzają się też na łączenie opisywanego w Nowym Testamencie zjawiska z koniunkcją trzech planet, gdyż taki obiekt astronomiczny nie byłby w żaden sposób pomocny w znalezieniu miejsca narodzin Jezusa. Nie byłby również opisywany jako pojedyncza gwiazda.
Wspomniani badacze wskazują też, że motyw gwiazdy zwiastującej zbliżanie się znaczących wydarzeń był w antyku powszechny. Dla przykładu według Wergiliusza Eneasza z Troi do Lacjum prowadziła gwiazda.
Można by się także zastanawiać, czy Gwiazdą Betlejemską nie mógłby być także jakiś szczegół architektoniczny domu wyobrażony na Wschodzie i rozpoznany w Betlejem, gdyż taki sposób myślenia wydaje się pojawiać w Starym Testamencie. Może to być jednak jedynie forma literackiej przenośni, a nie opis zdolności, zresztą raczej niedostępnych osobom z niskim urodzeniem i nie wiadomo czy akceptowany przez uczonych, także 2000 lat temu.